# El Pimpi

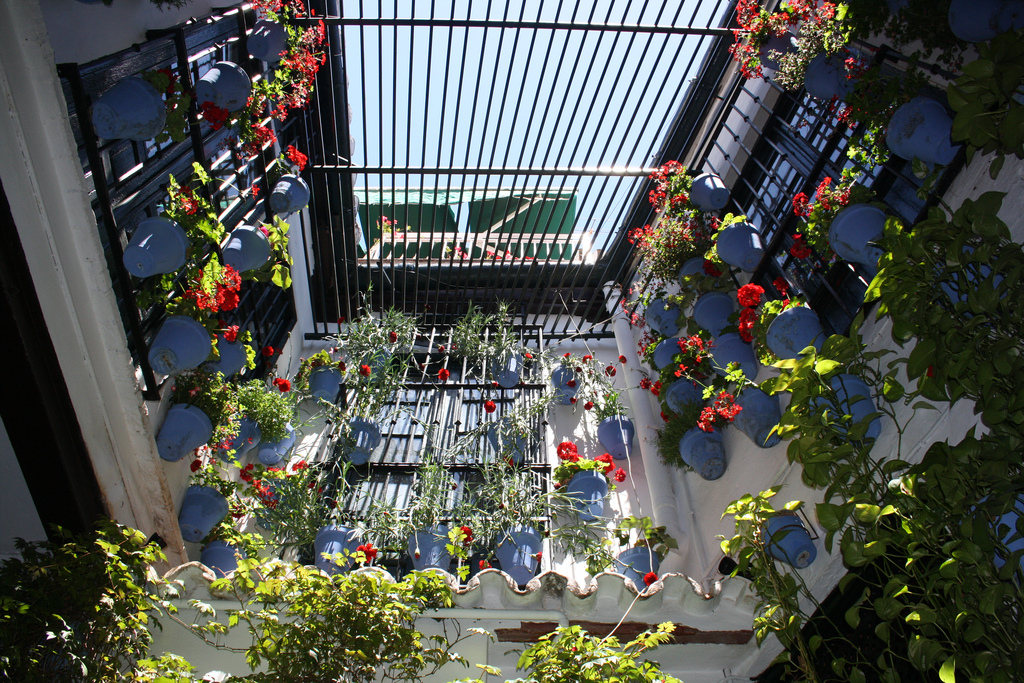
Patio interior de El Pimpi.

El Pimpi es un restaurante-bodega de la ciudad de Málaga, España, especializado en la venta de vinos de la denominación de origen Málaga. Está situado en calle Granada, en el centro histórico de la ciudad, en el inmueble que antiguamente correspondía a las caballerizas del Palacio de Buenavista.
El edificio fue convertido en convento y posteriormente en sala de fiestas, funcionando con distintos nombres. Su importancia le viene por haber sido el lugar donde iniciaron su carrera diversas figuras del flamenco, tales como La Repompa de Málaga.
Según algunas versiones, el nombre de El Pimpi deriva del término inglés «pimp» (en español proxeneta), en alusión el personaje de esa profesión que antiguamente llevaba a los marineros extranjeros que arribaban al puerto a los lugares donde encontrar prostitutas. 